# Arthur Qwak
François Hemmen, dit Arthur Qwak, est un réalisateur et scénariste d'animation et auteur de bande dessinée français, né le 25 décembre 1961 à Paris.

## Biographie
Après un passage aux Arts déco Paris au début des années 80, Arthur Qwak navigue entre le dessin animé et la bande dessinée.

### Gaumont et première bande dessinée
En 1985, Arthur Qwak fonde l'atelier Asylüm avec ses amis graphistes et scénaristes Cromwell, Riff Reb's, Kisler, Édith, Gilles Gonnort et Ralph. Il travaille également comme storyboarder et layout man sur les films d'animation Astérix chez les Bretons et Le Coup du menhir produits par Gaumont à la fin des années 1980.
Puis il réalise sa première bande dessinée, Le Soleil des loups, aux éditions Vents d'Ouest. L’album, qui alterne entre conte fantastique et heroic fantasy, reçoit le prix Alfred du meilleur premier album au Festival d'Angoulême en 1988. Deux autres tomes sortent par la suite.

### Ellipse
Arthur Qwak intègre l'équipe du studio Ellipse de Canal + au début des années 1990 et travaille comme storyboarder sur la série animée Les Aventures de Tintin. Il réalise sa première série télévisée, Orson et Olivia, en coproduction avec TF1. Cette série 2D est une libre adaptation des aventures de Basil et Victoria, bandes dessinées de Yann et Édith, qui narre les histoires de deux gamins des rues dans le Londres de Charles Dickens. Au sein du même studio, il enchaîne les collaborations, entre storyboarding, création graphique et réalisation de génériques (Mot, Bob Morane…). Quittant définitivement le studio Ellipse, Arthur Qwak revient à la bande dessinée en scénarisant Mémoires d'un incapable pour Vents d'Ouest, avec Gilles Cazaux au dessin. L’histoire démarre au moment où un homme retourne l’arme contre lui après avoir tué sa famille. La fiction explore l’introspection du personnage dans un jeu de flash-backs où on le découvre révolté par l’injustice, alcoolique, déprimé et profondément inadapté… Avec une dose d’humour noir, elle pose un regard sur ces « monstres » capables d’infanticides. En 2001, cet album reçoit le prix des libraires Calibre 38 sous la forme d’un flingue dans un sac de prélèvement de pièces à conviction[réf. nécessaire].

### Futurikon
En 2001, Arthur Qwak intègre le studio Futurikon où il développe et co-réalise la série Malo Korrigan et les Traceurs de l'espace, une série de science-fiction qui mêle animation 2D et 3D (diffusée sur M6). C'est à cette époque qu'il crée la série Chasseurs de dragons (produite par Futurikon et diffusée sur France 3) : Lian Chu et Gwizdo, deux gueux mal dégrossis, s’improvisent chasseurs de dragons et tentent de subvenir à leurs besoins en monnayant leurs services dans un Moyen Âge alternatif où les princes charmants cassent le métier en pratiquant la chasse gratuitement. L'adaptation en long métrage 3D Chasseurs de dragons sort en salles en 2008. Arthur Qwak le coécrit avec Fred Lenoir et le coréalise avec la complicité de Guillaume Ivernel. Le film reçoit un prix au festival de Bilbao et un autre à Copenhague[réf. nécessaire], ainsi qu’un succès d’estime. Il fait partie des premiers films 3D produits en France.
Entre-temps, il écrit et dessine Lola Cordova, une bande dessinée de science-fiction pour adultes éditée chez Casterman. L’album reçoit le prix spécial du jury présidé par Jean-Pierre Dionnet aux Utopiales de Nantes[réf. nécessaire]. Cet album est entièrement dessiné par ordinateur, à une époque où le numérique investit le domaine[réf. nécessaire]. Arthur Qwak en parle comme d'une exploration ludique et passionnante des outils numériques[réf. nécessaire]. L'album est réédité dans une version remasterisée et agrémentée d’un art book en 2020 chez Akileos sous le titre Apocalypse selon Lola.

### TeamTO
Arthur Qwak rejoint l’équipe TeamTO où il co-développe la série Oscar et Co et réalise les premiers épisodes. C’est un cartoon sans dialogues, avec des animaux qui tentent de survivre dans le désert, qui fait référence à Bip Bip et Coyote[réf. nécessaire].
Dès 2017, il passe plusieurs années à réaliser des séries pour Activision Blizzard et Dreamworks diffusées sur Netflix, entièrement fabriquées par le studio TeamTO.
En 2023, Arthur Qwak collabore à la création du spectacle philharmonique Beethoven Wars, sous l'impulsion de la cheffe d’orchestre Laurence Equilbey. Ce space opéra immersif combine images fixes, musique et chant, réunissant la musique classique et les univers du manga et de la science-fiction[réf. nécessaire].
Actuellement, Arthur Qwak développe plusieurs projets de front, entre BD et films d'animation, dont Roméo et Juliette, une libre interprétation cartoon du livre d’origine.

## Vie privée
Il est le père de Félix Hemmen, guitariste du groupe BB Brunes.

## Filmographie
Sauf indication contraire, les informations mentionnées dans cette section peuvent être confirmées par la base de données cinématographiques IMDb,  présente dans la section « Liens externes ».

### Réalisation
- 1994-1995 : Orson et Olivia (série télévisée)
- 2002 : Malo Korrigan et les Traceurs de l'espace (série télévisée)
- 2008 : Chasseurs de dragons
- 2010 : Oscar et Co (série télévisée)
- 2011 : De l’encre (série télévisée)[réf. nécessaire]
- 2013 : Yeah! Yeah! Yeah! Yeah![réf. nécessaire]
- 2016-2018 : Skylanders Academy (série télévisée)
- 2022 : Les Petits Carnets des Perles de rosée (Dew Drops Diaries) (série)

### Scénariste
- 2004 : Chasseurs de dragons (série télévisée)
- 2008 : Chasseurs de dragons
- 2010 : Oscar et Co (série télévisée)

## Publications (bande dessinée)
- 1987-1995 : Le Soleil des Loups (dessin), avec Gilles Gonnort (scénario), Vents d'Ouest, 3 albums
- 1992 : Le Creuset de la douleur (Vents d'Ouest)
- 1999 : Mémoires d'un incapable (Vents d'ouest) Graphic novel, avec Gilles Cazaux (dessin), One shot, Vents d'Ouest
- Hollywood Kid, Stakhano Bergson et le Kid, Rackham
- 2001 : Saisons voraces (Vents d'Ouest) comic book.
- 2005 : Lola Cordova[4], Casterman
- 2020 : Apocalypse selon Lola (réédition remasterisée de Lola Cordova), Akileos

## Distinctions
- Festival d'Angoulême 1988 : Alfred du meilleur premier album pour Le Soleil des loups t.1, avec Gilles Gonnort
- Prix des libraires Calibre 38 2001 pour Mémoires d’un incapable[réf. nécessaire]
- Utopiales de Nantes 2005 : Prix spécial du jurypour Lola Cordova[réf. nécessaire]
- Festival de Bilbao 2008 : primé[Quoi ?] pour Chasseurs de dragons[réf. nécessaire]
- Festival de Copenhague 2008 : primé[Quoi ?] pour Chasseurs de dragons[réf. nécessaire]